# Tsemberoú
Tsemberoú är ett berg i Grekland.   Det ligger i regionen Peloponnesos, i den södra delen av landet, 150 km sydväst om huvudstaden Aten. Toppen på Tsemberoú är 1 248 meter över havet, eller 596 meter över den omgivande terrängen. Bredden vid basen är 7,5 km.
Terrängen runt Tsemberoú är huvudsakligen kuperad. Runt Tsemberoú är det glesbefolkat, med 16 invånare per kvadratkilometer. Närmaste större samhälle är Megalópoli, 11,0 km nordväst om Tsemberoú. 